# Unione escursionisti Torino
La Unione Escursionisti Torino (UET) è una associazione storica di Torino nata il 19 settembre 1892 con lo scopo di curare lo sviluppo dell'amore dell'escursionismo, promuovere, organizzare comitive per gite in montagna ed in pianura, alla visita dei luoghi che presentano maggior interesse per l'attraenza di bellezze naturali e per ricordi storici e artistici, così come da statuto di allora. Nec descendere nec morari, il suo motto storico.

## Storia
La si deve all'idea di due impiegati delle Ferrovie dello Stato, Silvestro Fiori e Giuseppe Ardizzoja, il 24 agosto 1892 in una calda domenica estiva al lago della Rossa in Valli di Lanzo per un'escursione al cospetto della Croce Rossa. I due si proposero di fondare una società che si dedicasse all'escursionismo per far conoscere ad un numero sempre più ampio le bellezze dei monti che circondano Torino, tra l'altro culla dell'alpinismo italiano e sede prima del Club Alpino di Torino e poi dal 1863 del Club Alpino Italiano.
Il 19 settembre quindi i primi soci fondarono l'Unione Escursionisti con il contributo di lire 6, pagabili in rate mensili di 50 centesimi: si riunirono presso la gran sala presa momentaneamente in affitto dall'Associazione generale degli Operai, presso l'albergo Castelvecchio allora situato in via dei Mercanti. La società aveva lo scopo di riunire come in una famiglia molti dilettanti d'escursionismo e promuovere ed agevolare fra gli aderenti un passatempo ”salutare e graditissimo” offrendo ai soci un locale di ritrovo con biblioteca e collezione di carte topografiche, organizzando, con il minor dispendio possibile, grandi passeggiate collettive per soci e famiglie.
Molti i soci noti e meno noti, tra gli illustri: gli alpinisti, gli accademici, i presidenti, i professionisti, ma anche i falegnami, i muratori, gli operai che apportarono all'Unione le loro conoscenze, le loro capacità: Riccardo Brayda, Toesca di Castellazzo, il cav. Carbone, Giovanni Bertoglio, Norberto Bozzalla, Piero Buscaglione Sassi, il fotografo Mario Gabinio, Attiglio Viriglio, Agostino Ferrari, Pompeo Viglino, Emanuele Costantino, Adolfo Balliano, Natale Chiabrando, Giovanni Chiappero, Carlo Bertino, e i recenti presidenti Giovanni Gervasutti, Luigi Sitia, Alberto Micheletta, Pietro Reposi, Laura Maria Spagnolini, prima presidente donna dal 2003 al 2015 e Domenica Biolatto (presidente attuale).
Molti i rifugi, oltre all'inaugurazione del 16 settembre 1923 della Balmetta al Pian del Roc in zona di Bussoleno, che prenderà nome dal suo benefattore l'avv. Carlo Toesca di Castellazzo, che la intitolerà al figlio Pier Gioacchino, perito nei combattimenti della seconda guerra mondiale. Fra i più noti: il Viberti, il rifugio di Bigliasco sopra Condove, il ricovero di Salice d’Ulzio, la Grangia del Frais, la bicocca delle Grange della Valle, il Benevolo, che fu per un periodo gestito dalla UET.
Nel 2012 la UET ha compiuto 120 anni, in cui si sono alternati periodi floridi, in cui l'Unione prospera, è attiva in tutte le discipline, estive ed invernali, come nel dopoguerra, in cui, pur con una sede provvisoria presso la sede del CAI in via Barbaroux 1, ove si ritrovava due sere a settimana, la vita sociale aveva ripreso a pulsare a pieno ritmo. Ma anche periodi tragici, come la valanga che distrusse i tanti generosi sforzi di costruzione del rifugio Toesca, che grazie al presidente Buscaglione, senza esitare, viene ricostruito.
Dal 1976 la UET è confluita nel CAI   e ha beneficiato della sede estiva al Monte dei Cappuccini, ex via generale Giardino ora salita al CAI Torino 12, attuale sede dell'Unione.